# Wolfgang Fuhrmann
Wolfgang Matthias Fuhrmann (* 1966 in Wien) ist ein österreichischer Musikwissenschaftler und Musikpublizist.

## Leben und Wirken
Fuhrmann maturierte 1984 am Gymnasium Kandlgasse, studierte Musikwissenschaft und Germanistik an der Universität Wien. Er schrieb als freier Musikpublizist für den Wiener Standard, die Berliner Zeitung und die Frankfurter Allgemeine Zeitung. Fuhrmann wurde mit seiner Dissertation Herz und Stimme. Innerlichkeit, Affekt und Gesang im Mittelalter promoviert und habilitierte sich mit der Studie Haydn und sein Publikum. Die Veröffentlichung eines Komponisten ca. 1750 bis ca. 1815 im Jahr 2010 an der Universität Bern.
Fuhrmann spezialisierte sich auf die Musik von 1420 bis 1520 und ihren kulturellen Kontext, das Musiktheater, die musikalische Öffentlichkeit sowie grundlegende theoretische und methodologische Fragen der Musikwissenschaft.
Fuhrmann unterrichtete an den Universitäten von Berlin, Leipzig, Wien und Bern. 2008 hatte er interimistisch den Lehrstuhl von Joachim Kremer an der Musikhochschule Stuttgart inne. An der Universität Wien war er von 2011 bis 2016 Assistent für Historische Musikwissenschaft. Im Studienjahr 2013/14 übte er den Lehrstuhl für Musiksoziologie und Historische Anthropologie an der Humboldt-Universität in Berlin aus. Im Jahr 2013 publizierte er mit seiner Frau Melanie Wald-Fuhrmann das Werk Ahnung und Erinnerung. Die Dramaturgie der Leitmotive bei Richard Wagner. Seit 2016 war er wissenschaftlicher Mitarbeiter der Abteilung Musikwissenschaft an der Universität Mainz. Anschließend übernahm er die Vertretungsprofessur für Musiksoziologie und Historische Anthropologie der Musik an der Humboldt-Universität. 2018 wurde er auf die Professur für Musiksoziologie und Musikphilosophie an der Universität Leipzig berufen.

## Schriften (Auswahl)
- Bizet. Carmen. Opernführer kompakt, Bärenreiter, Kassel/Leipzig 2016, ISBN 978-3-7618-7074-7.
- mit Melanie Wald-Fuhrmann: Ahnung und Erinnerung. Leitmotive in Richard Wagners Musikdramen. Bärenreiter, Kassel/Berlin 2013, ISBN 978-3-89487-925-9.
- mit Melanie Wald-Fuhrmann: Haydn und Bach. (=Jahresgabe 2010 der Internationalen Bach-Gesellschaft Schaffhausen) Carus, Stuttgart 2011, ISBN 978-3-89948-153-2.
- Herz und Stimme. Innerlichkeit, Affekt und Gesang im Mittelalter. Bärenreiter, Kassel 2004, ISBN 978-3-7618-1362-1.